# 李逸泰
李 逸泰（リ・イルテ、리일태）は国民革命軍の軍人。黄埔軍官学校に最初に入校した朝鮮人生徒の一人。第2次上海事変、第三次長沙会戦など主要な戦闘に参加し、朝鮮出身の将校では数少ない少将にまで上がった。

## 経歴
1925年1月、黄埔軍官学校に入学し、第3期歩兵隊に配属された。1926年1月、卒業。同年3月、第5期区隊長。国民革命軍第4軍（軍長：李済深）附中尉連長代理を経て、1928年5月当時、国民政府警衛旅第3団（旅長：兪済時、団長：馮聖法）第2営第7連連長（上尉）として蔣介石の護衛に当たる。その後、少校に昇進して第11師第32旅62団団附となり、1929年8月23日に陳誠が蔣介石に充てた電報で、廉正勤奮である事から営長候補者に名前が挙がっている。
1935年、中央陸軍軍官学校高等教育班第3期卒業。1936年3月27日、陸軍歩兵少校。
1937年5月15日、陸軍歩兵中校。日中戦争勃発時は武漢の第98師第292旅（師長：夏楚中、副師長：王甲本、旅長呂国銓）第583団副団長であった。8月11日より南京衛戍を担当するが、第二次上海事変が勃発すると14日より上海に投入され、翌15日より上海派遣軍との戦闘に参加。9月7日、天谷支隊の猛攻を受け、宝山県城守備隊の姚子青以下第3営将兵が玉砕。9月10日、月浦鎮の戦いで団長の路景栄が戦死すると、同年10月15日附で団長。同月20日深夜から翌日未明にかけ、第160師（葉肇、軍長兼任）と共同での薀藻浜南岸奪還作戦に従事するも、最前線を担っていた営長・蔣偉才以下第2営が壊滅。
同月、第98師は第18軍から第79軍の管轄となり、湖南省に移る。また、夏楚中が軍長に転任した。1939年、第98師第293団団長。1941年ごろ、同副師長。同年12月26日、第98師は常徳を出発して第三次長沙会戦に参加、28日より翌年1月までの間、決戦地区に指定された撈刀河にて第6師団（長：神田正種）などと激戦を繰り広げた。1942年8月6日、陸軍歩兵上校。
終戦後は本籍を湖南省桃山県に変え、中央訓練団将官班で訓練を受ける。1946年9月13日、中央訓練団少将団員。1947年12月の時点で瀋陽におり、中央訓練団東北分団党政訓練班主任であった。1948年2月、韓国独立党東北特別委員会や韓国臨時政府駐華代表団東北総弁事処（処長：李光、副処長：金学奎）の支援で創設された長延区民主自衛軍の指揮官に就任。長延民主自衛軍は李逸泰の指揮下に中央訓練団東北分団党政訓練班に編入され、李逸泰は訓練総隊長となった。
1951年5月30日、釜山日報は香港のとある週刊誌から翻訳転載したとする消息筋の話を掲載した。それによると、瀋陽陥落後の1948年12月9日、李は北平から天津に向かおうとしたが平津線が止まっており、数週間北平で潜伏したのち徒歩で華南へ向かおうとしたが、山東省で捕らえられたという。その後の行方は分からず、処刑された可能性が高い。

## 叙勲
- 陸海空軍甲種一等奨章[4]
- 陸海空軍甲種二等奨章[4]
- 忠勤勲章 1945年10月[6]